# Pfahlbauromantik

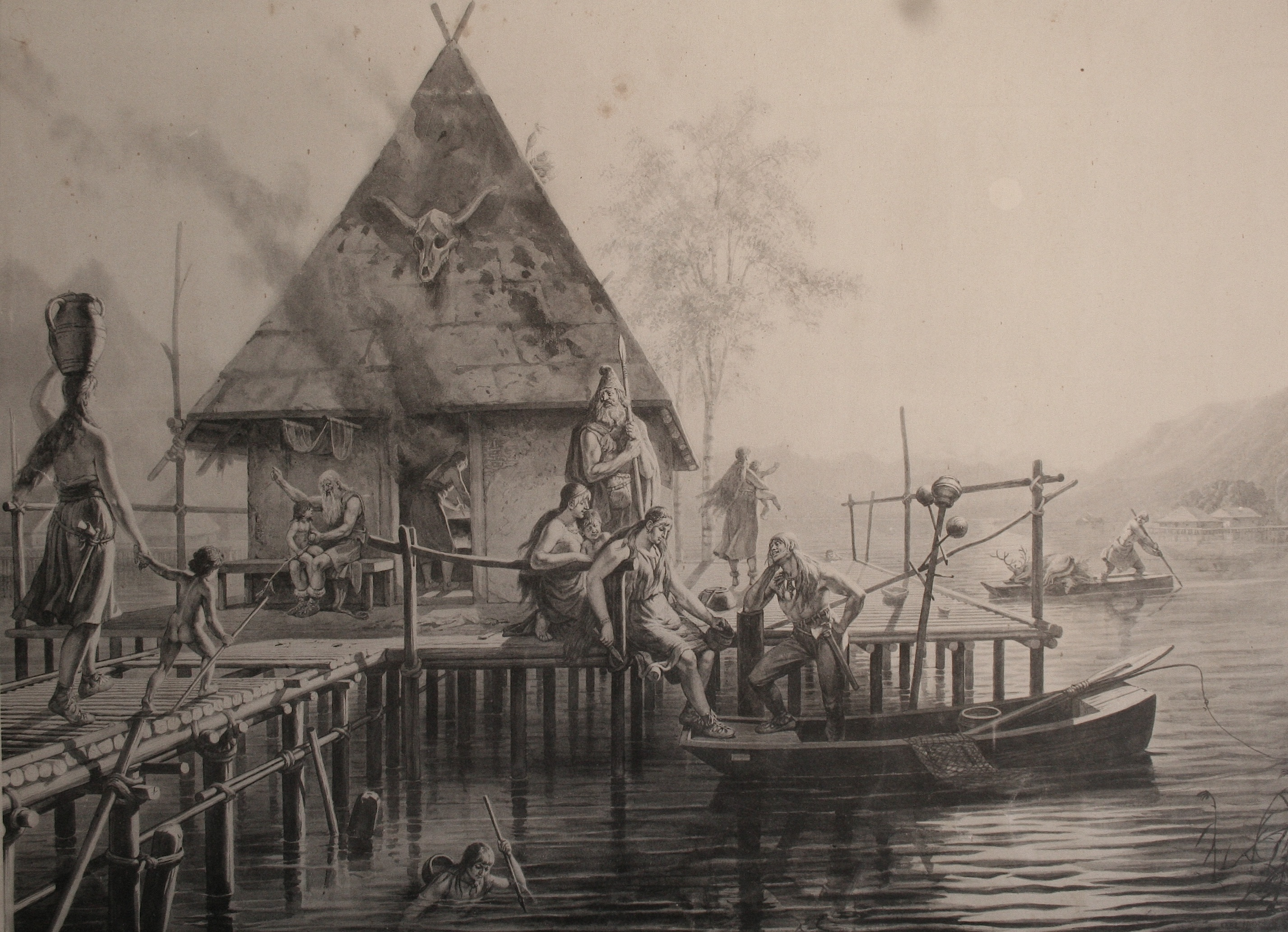
Karl Jauslin (1842–1904): Die Pfahlbauer

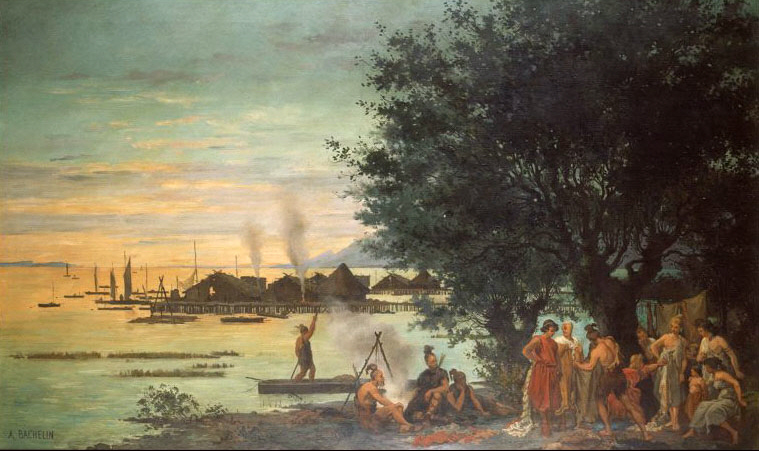
Rodolphe-Auguste Bachelin: Tauschhandel zwischen Phöniziern und Pfahlbauern von 1867

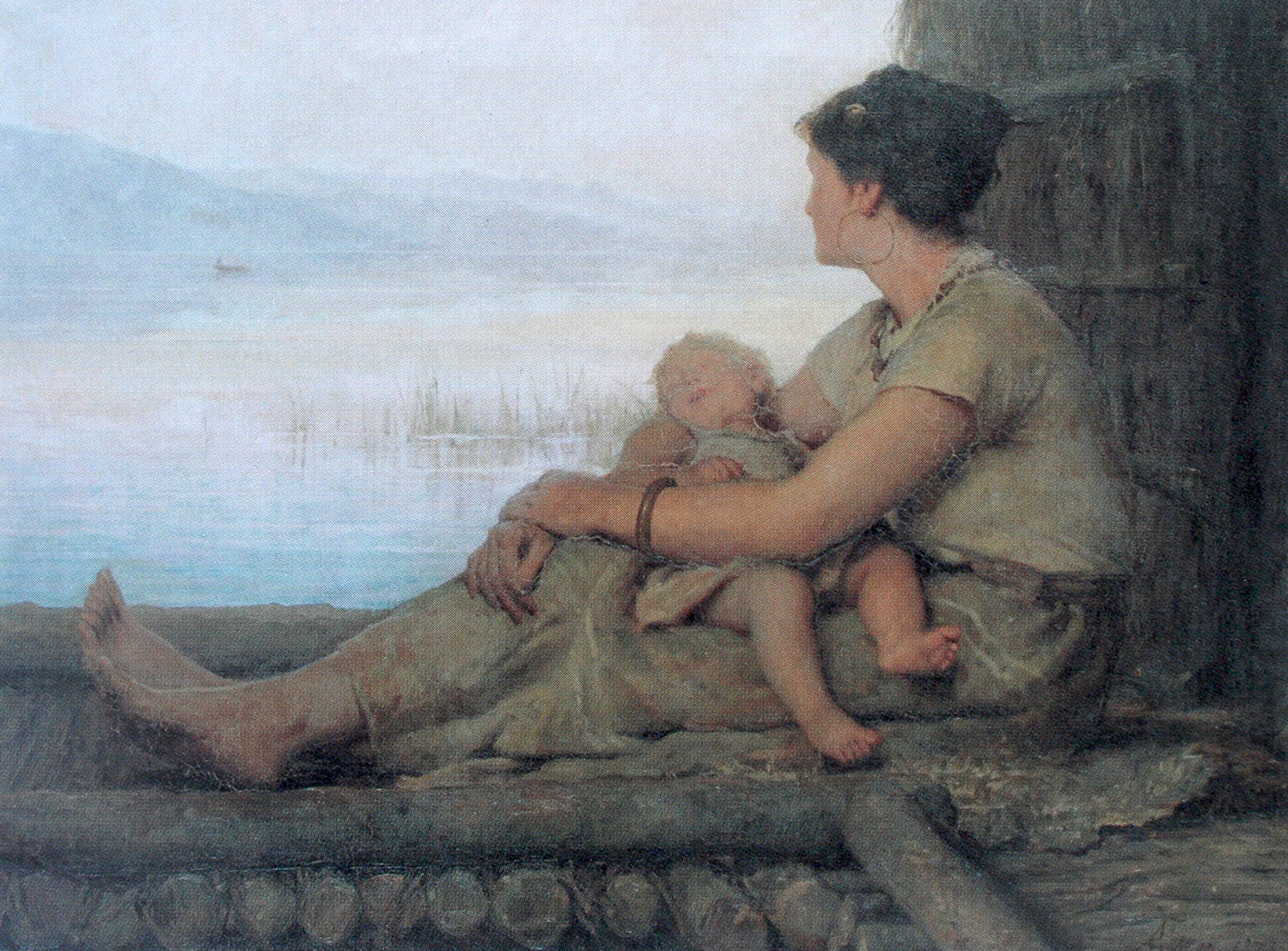
Albert Anker Die Pfahlbauerin von 1873

Die Pfahlbauromantik war eine Strömung in der Wissenschaft, der bildenden Kunst und Literatur der zweiten Hälfte des 19. und frühen 20. Jahrhunderts, die von romantisch verklärten Vorstellungen über die neu entdeckten, prähistorischen Pfahlbausiedlungen an alpenländischen Gebirgsseen geprägt waren.

## Hintergrund
Bis in die Mitte des 19. Jahrhunderts konzentrierten sich die europäischen Altertumswissenschaften nahezu vollständig auf das klassische Altertum Roms, Ägyptens und Griechenlands, die eigene Geschichte fand dagegen nur ein ungleich geringeres Interesse und einen geringeren Widerhall in der öffentlichen Wahrnehmung. In den 1850er Jahren erregten die in den alpinen Gebirgsseen der Schweiz, Deutschlands und Frankreichs entdeckten Pfahlbaufelder erstmals eine größere wissenschaftliche Beachtung. Schnell wurde angenommen, dass es sich hierbei um Pfahlgründungen für menschliche Siedlungsbauten auf dem Wasser oder im Uferbereich handelte. Aufgrund fehlender Datierungsmethoden wurden die Siedlungsreste in die vorrömische Zeit, meist in die Zeit der Kelten, eingeordnet. Die Vorstellungen über das Aussehen dieser historischen Pfahlbausiedlungen wurde aufgrund noch fehlender wissenschaftlicher Erkenntnisse vor allem durch Beschreibungen ähnlicher Siedlungen aus Südostasien wie den Philippinen und Neuguinea geprägt.
Im Geiste der Romantik wurden die Lebensbedingungen der damaligen Siedlungsbewohner idyllisch verklärt, es entstand die weitgehend einheitliche Vorstellung einer wilden Bevölkerung, die in harmonischer Familien- oder Sippengemeinschaft, in einer romantischen Umgebung von der Jagd und Fischfang lebte. Diese Motive wurden Gegenstand zahlreicher zeitgenössischer Zeichnungen und Gemälden von Künstlern wie Albert Anker, Rodolphe-Auguste Bachelin und Karl Jauslin, oder literarischen Erzählungen wie beispielsweise von David Friedrich Weinland und Friedrich Theodor Vischer (Auch Einer). Diese romantisierten Vorstellungen prägten das allgemein verbreitete Bild der historischen Pfahlbauer und fanden Eingang in populärwissenschaftliche und sogar wissenschaftlicher Publikationen, die in Teilen bis heute spürbar nachwirken.

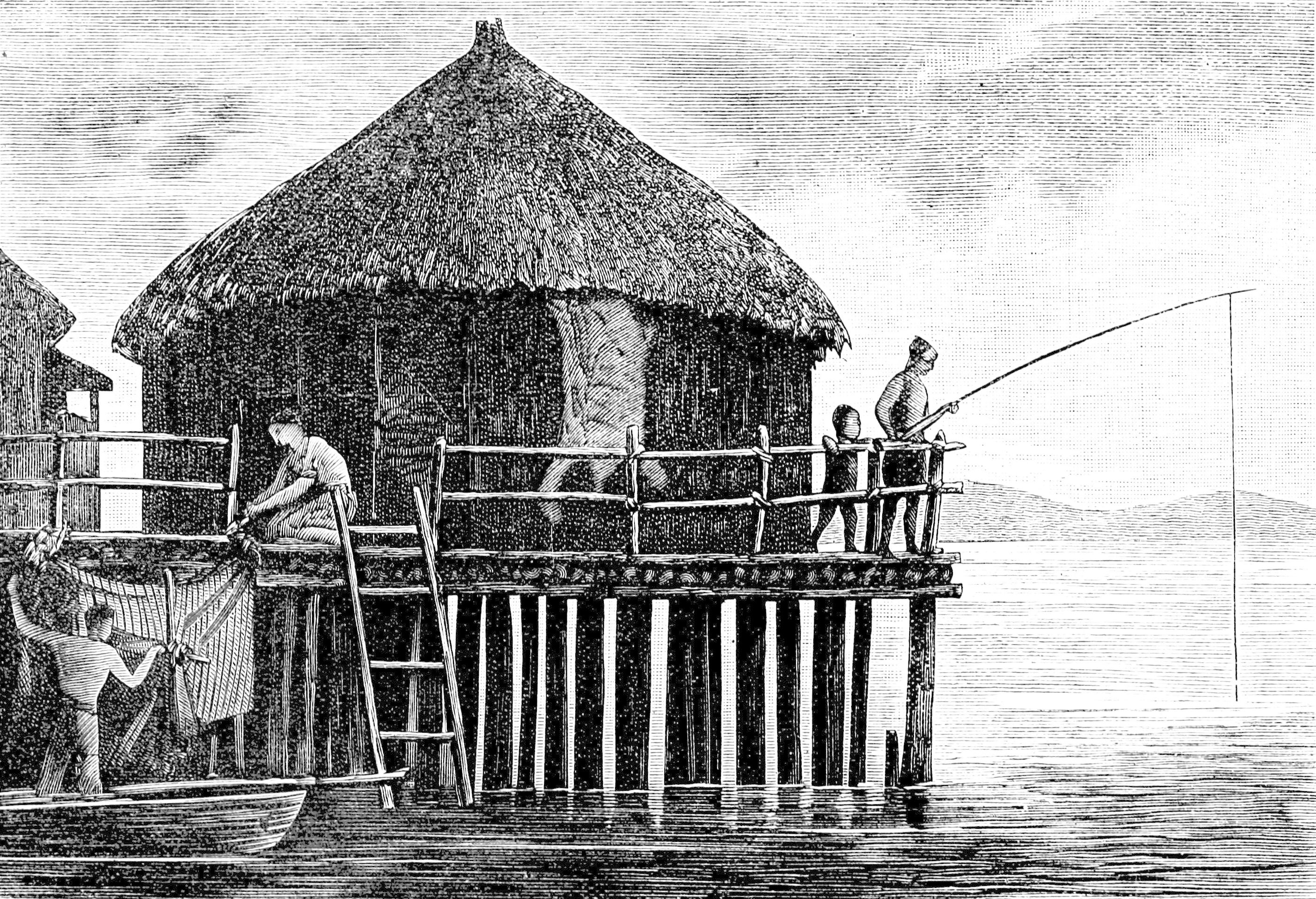
Unbekannter Künstler: Frühe Pfahlbausiedler an einem Schweizer Gebirgssee, um 1883–1884
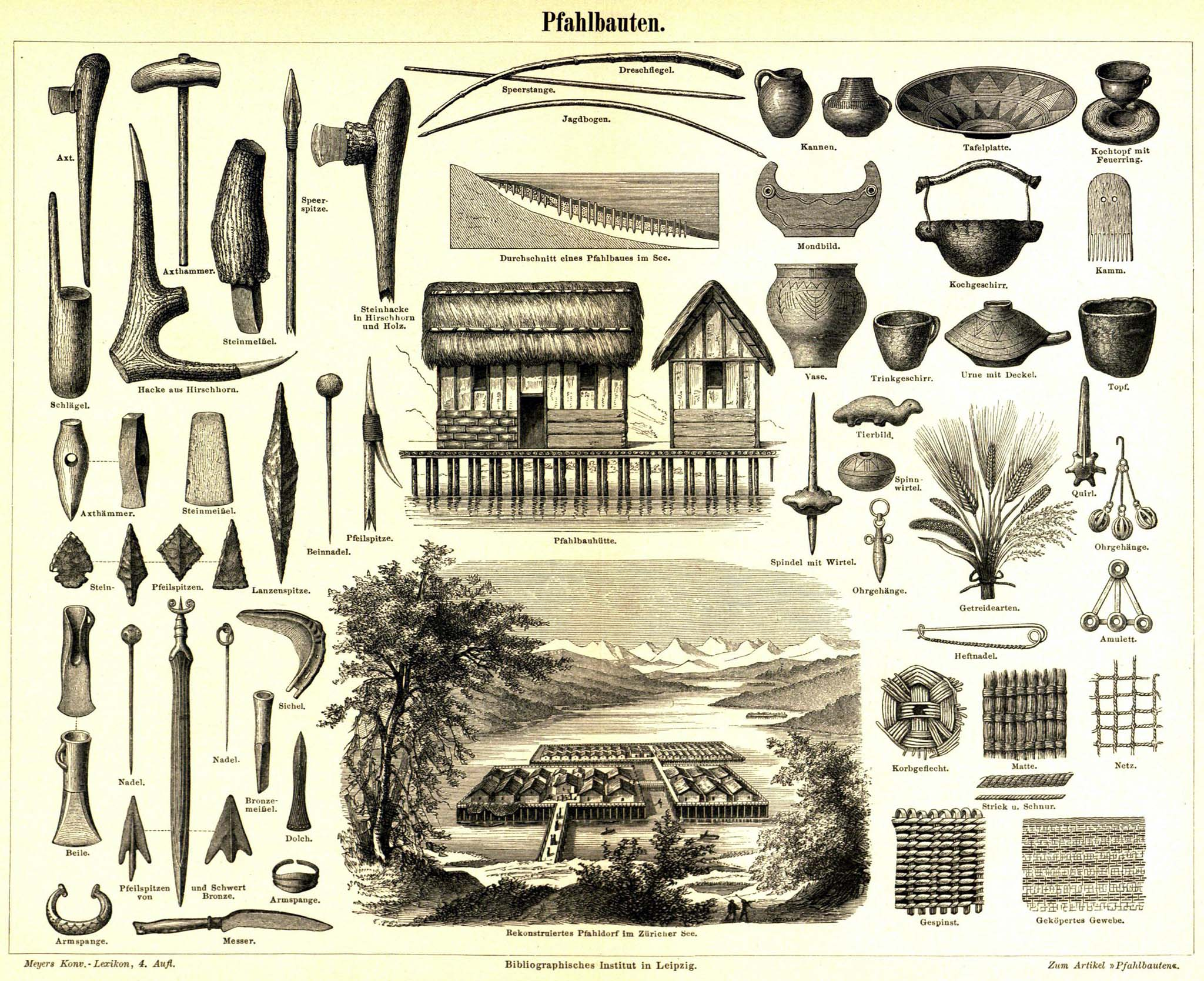
Schultafel aus Meyers Lexikon 1885–1890
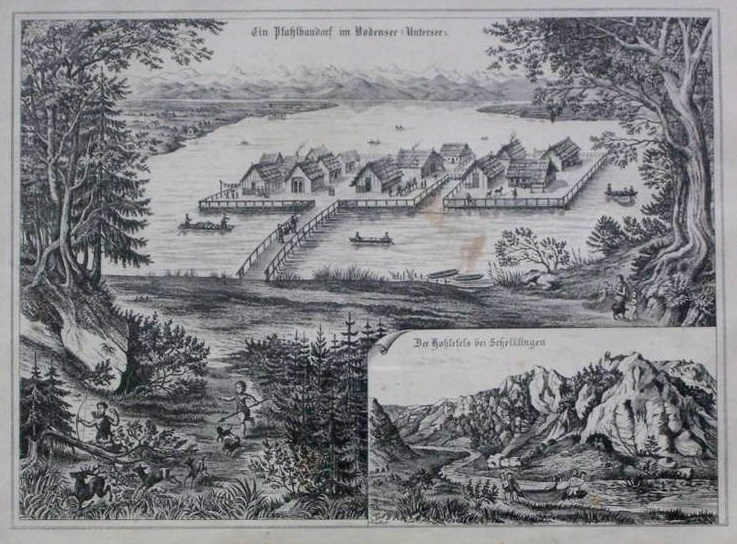
Ein Pfahlbaudorf im Bodensee (Untersee), im Ausschnitt Der Hohlefels bei Schelklingen, Lithographie Ende 19. Jh.